# Багиров, Нахид Рза оглы
Нахид Рза оглы Багиров (азерб. Bağırov Nahid Rza oğlu; род. 4 апреля 1979, Баку) — глава исполнительной власти Исмаиллинского района (с 2020).

## Биография
Родился 4 апреля 1979 года в Баку. В 1999 году окончил юридический факультет Азербайджанского международного университета. В 2006 году окончил факультет международного права Бакинского государственного университета.
С 1998 по 2000 год являлся секретарём Сабунчинского районного суда г. Баку.
С 2001 по 2005 год — вице-президент юридической компании «Sirr».
С 2005 года — директор компании «Xazar Travel».
С 2009 года являлся председателем правления Ассоциации туризма Азербайджана.
С 2011 по 2013, 2013 по 2015, 2015 по 107 год — вице-президент по странам Европы Совета Всемирной туристской организации.
С 2018 года являлся членом правления Конфедерации предпринимателей Азербайджана.
С 2018 года также являлся  заместителем председателя общественного совета при Агентстве развития малого и среднего бизнеса Азербайджана.
Глава исполнительной власти Исмаиллинского района (с 5 марта 2020).

## Награды
- Почётный работник туризма (2014, награда Министерства культуры и туризма Азербайджана)
- Медаль «Прогресс» (3 июня 2019, за плодотворную деятельность в осуществлении государственной политики, связанной с расширением предпринимательства)[3]